# Pedicularis rex
Pedicularis rex är en snyltrotsväxtart. Pedicularis rex ingår i släktet spiror, och familjen snyltrotsväxter.

## Underarter
Arten delas in i följande underarter:
- P. r. lipskyana
- P. r. parva
- P. r. pseudocyathus
- P. r. rex
- P. r. zayuensis
- P. r. rockii